# Hemerobius betulinus
Hemerobius betulinus is een insect uit de familie van de bruine gaasvliegen (Hemerobiidae), die tot de orde netvleugeligen (Neuroptera) behoort. 
Hemerobius betulinus is voor het eerst wetenschappelijk beschreven door Strøm in 1788.